# Hugh Campbell Wallace
Hugh Campbell Wallace, född 10 februari 1864 i Lexington, Missouri, död 1 januari 1931 i Washington, D.C., var en amerikansk diplomat. Han var USA:s ambassadör i Frankrike 1919–1921.
Wallace efterträdde 1919 William Graves Sharp som ambassadör i Paris och efterträddes 1921 av Myron T. Herrick.